# Hollenthon (Band)
Hollenthon ist eine Dark-/Symphonic-Metal-Band aus Wien in Österreich. Sie wurde 1994 als Black-Metal-Projekt unter dem Namen Vuzem von Martin Schirenc von der Death-Metal-Band Pungent Stench gegründet. Namensgeber war der niederösterreichische Ort Hollenthon.

## Geschichte
1994 begann Martin Schirenc, sich ein eigenes kleines Tonstudio aufzubauen. Da er mit neuen Einflüssen experimentieren und diese mit extremem Metal verbinden wollte, gründete er das Black-Metal-Projekt Vuzem; den Namen übernahm er von einer Firma für Lederkleidung. Unter diesem Namen nahm er die Lieder Von denen Bluthsaugern und Invocations auf; die Band war damals Mitglied des Austrian Black Metal Syndicate (A.B.M.S.), zu dem unter anderem auch Pervertum, Trifixion, Amestigon und Abigor gehörten. Die beiden Lieder erschienen auf der Kompilation A.B.M.S. – Norici Obscura Pars. Nach einer längeren Pause schrieb er neues Material, das kaum noch Gemeinsamkeiten damit hatte, und änderte den Namen in Hollenthon, um keine rechtlichen Probleme zu riskieren. Unter dem neuen Namen erschien über Napalm Records ihr erstes Album, Domus Mundi. Im Juni 2001 erschien das zweite Album With Vilest of Worms to Dwell.
Nach sieben Jahren Pause und dem Ende seines Hauptprojektes Pungent Stench stellte Mastermind Martin Schirenc im Jahre 2008 sein drittes Album namens Opus Magnum fertig, welches im Juni 2008 ebenfalls bei Napalm Records erschien und den Stil der beiden vorigen Alben beibehielt. Entgegen der Annahme, dass es sich thematisch mit Religion auseinandersetze, betonte Schirenc, die Text handelten von der Menschheit und ihrer Selbstzerstörung. Die Verwendung biblischer Symbolik erwecke einen anderen Eindruck, tatsächlich sei es jedoch ein säkulares und gesellschaftskritisches Thema. Während die Band vor ihrer Pause wegen Besetzungsproblemen nur selten Konzerte geben konnte, kündigte Schirenc an, nun so oft wie möglich live aufzutreten und zeigen zu wollen, dass Hollenthon eine echte Band und kein Studioprojekt sei; angekündigt wurden Auftritte bei zahlreichen Festivals wie Graspop Metal Meeting, Waldrock, Brutal Assault und Summer Breeze.
2009 wurde, ebenfalls über Napalm Records, eine EP mit dem Titel Tyrants and Wraiths veröffentlicht. Darauf sind neben vier neuen Liedern zwei Live-Videos vom Auftritt der Band auf dem Graspop Metal Meeting 2008 zu finden.
2010 verabschiedete sich der Bassist Gregor Marboe von der Band.

## Stil
Stilistisch beeinflusst werden Hollenthon vor allem vom Metal der 1980er Jahre, klassischer Musik, aber auch von Musik aus dem Nahen Osten, Kirchenmusik und Folk. Der Gesang variiert sehr stark, von metal-typischen Growls über gregorianisch anmutende Chöre bis hin zu opernhaftem Gesang, wobei sich männliche (M. Schirenc) und weibliche (E. Schirenc) Stimme abwechseln.

## Diskografie
als Vuzem
- 1994: Von denen Bluthsaugern und Invocations auf A.B.M.S. – Norici Obscura Pars (Dark Matter Records)

als Hollenthon
- 1999: Domus Mundi (Napalm Records)
- 2001: With Vilest of Worms to Dwell (Napalm Records, SPV GmbH, Irond)
- 2008: Opus magnum (Napalm Records, Irond)
- 2009: Tyrants and Wraiths (EP; Napalm Records)